# بلور (بازی ویدئویی)
بلور(به انگلیسی: Blur) یک بازی ویدئویی مسابقه‌ای است که توسط شرکت بیزار کریشن ساخته شده و توسط شرکت اکتیویژن برای پلی‌استیشن ۳، ایکس‌باکس ۳۶۰، و ویندوز منتشر شده‌است. این بازی در می ۲۰۱۰ در آمریکای شمالی و اروپا انتشار یافت.
این یک بازی مسابقه‌ای است که شامل خودروهای حقیقی و شناخته شده می‌شود که برای رسیدن به خط پایان با هم به نبرد می‌پردازند.
این بازی قابلیت 2 تا 4 نفره بازی کردن را دارد.
این بازی قابلیت بازی کردن تحت شبکه و آنلاین را هم دارد.
با وجود اینکه سال ها  از انتشار این بازی میگذرد اما همچنان طرفداران خود را از دست نداده است.